# غابة كورونادو الوطنية
غابة كورونادو الوطنية هي غابة وطنية بالولايات المتحدة تضم مساحة تبلغ حوالي 1.78 مليون فدان (7200 كيلومتر مربع) منتشرة في جميع أنحاء سلاسل الجبال في جنوب شرق ولاية أريزونا وجنوب غرب نيو مكسيكو.